# San Adriano en el Foro (título cardenalicio)
El título cardenalicio de Sant'Adriano al Foro fue creado en la VIII región de Roma (Augustea) por el papa Gregorio III en alrededor de 734 y confirmado por el papa Adriano I hacia 775.
Según el Liber Pontificalis, la iglesia de Sant'Adriano al Foro fue creada por Honorio I en el lugar de la antigua Curia Hostilia hacia 630. Sergio I lo designa como punto de partida de las letanías entonces de ciertas celebraciones religiosas. Debido a la destrucción de la antigua iglesia con el objetivo de restablecer la curia del Senado, la diaconía fue suprimida con la constitución apostólica Sancti Hadriani Ecclesia del 25 de enero de 1946 de Pío XII y trasladada a San Paolo alla Regola.

## Titulares
- Guglielmo Pietro le Clerc (1062-1072)
- Paolo Boschetti (o Boschettus) (1072-1073)
- Berardo (1075-hacia 1100)
- Pietro, O.S.B. (hacia 1100-1122)
- Matteo (1122- hacia 1126)
- Pedro Octavio (1127-1130)
- Guido (1130-1138)
- Ubaldo (?) (1138-1141 ou 1144?)
- Gilberto (1141-1143)
- Giovanni Paparoni (ou Paparo, ou Paperone) (1143-1151)
- Alberto Sartori di Morra, O.S.B. (1155-1158)
- Cinzio Papareschi (ou di Guidoni Papareschi) (1158-1178)
- Rainier le Grand (1178-1182)
- Gerardo Allucingoli (ou Gheraro) (1182-1204)
- Angelo (1212-1214)
- Stefano de Normandis dei Conti (1216-1228)
- Goffredo da Trani (1244-1245)
- Ottobono Fieschi (1251-1276)
- Napoleone Orsini Frangipani (1288-1342)
- Rinaldo Orsini (1350-1374)
- Gentile di Sangro (1378-1385)
- Ludovico Fieschi (circa 1385-1423)
- Bonifacio Ammanati (1397-1399), pseudocardenal del antipapa Benedicto XIII
- Hugues de Lusignan (1426-1431)
- Vacante (1431-1473)
- Stefano Nardini (1473-1476)
- Juan de Nápoles (o d'Aragona) (1477-1483)
- Giovanni Conti (1484-1489, in commendam)
- Pierre d'Aubusson, O.S.Io.Hieros. (1489-1503)
- François Guillaume de Castelnau de Clermont-Lodève (1503-1509)
- Bandinello Sauli (1511)
- Agostino Trivulzio (1517-1537);
- Jean du Bellay, título pro illa vice (1548-1549)
- Odet de Coligny de Châtillon (1549-1563)
- Innico d'Avalos d'Aragona, O.S.Iacobis (1563-1567)
- Fulvio Giulio della Corgna, O.S.Io.Hieros. (1567-1574)
- Prospero Santacroce (1574-1583)
- András Bathóry (1584-1587)
- Girolamo Mattei (1587)
- Agostino Cusani (1589-1591)
- Odoardo Farnese (1591-1595)
- Francesco Mantica (1596-1597)
- Giovanni Battista Deti (1599)
- Alessandro d'Este (1600)
- Vacant (1600-1605)
- Giovanni Doria (1605-1623)
- Louis de Nogaret de La Valette d'Épernon (1623-1639)
- Vacante (1639-1644)
- Achille d'Étampes de Valençay, O.S.Io.Hieros (1644-1646)
- Francesco Maidalchini (1647-1653)
- Decio Azzolino (1654-1668)
- Carlo Cerri (1670-1690)
- Gianfrancesco Albani (1690-1700)
- Vacante (1700-1706)
- Pietro Priuli (1706-1720)
- Alessandro Albani (1721-1722)
- Giulio Alberoni (1724-1728)
- Neri Maria Corsini (1731-1737)
- Marcellino Corio (1739-1742)
- Girolamo De Bardi (1743-1753)
- Giovanni Francesco Banchieri (1753-1763)
- Enea Silvio Piccolomini (1766-1768)
- Vacant (1768-1785)
- Carlo Livizzani Forni (1785-1794)
- Vacant (1795-1803)
- Luigi Gazzoli (1803-1809)
- Vacant (1809-1817)
- Lorenzo Prospero Bottini (1817-1818)
- Cesare Guerrieri Gonzaga (1819-1832)
- Vacant (1832-1838)
- Giuseppe Ugolini (1838-1855)
- Vacant (1855-1886)
- Camillo Mazzella, S.J. (1886-1896)
- José de Calasanz Vives y Tutó, O.F.M. Cap. (1899-1913)
- Vacant (1913-1923)
- Evaristo Lucidi (1923-1929)
- Vacante (1929-1946)

- Datos: Q3472511